# ハンス・リヒター (指揮者)
ハンス・リヒター（Hans Richter, 1843年4月4日 - 1916年12月5日）は、19世紀後半から20世紀初頭を代表する指揮者。ハンガリー（当時はオーストリア帝国の一部だった）のジェール生まれ。ハンガリー名はリヒテル・ヤーノシュ (Richter János) 。主にウィーン、バイロイト、ロンドンで活躍した。

## 略歴
ドイツ系の家庭に生まれて、ウィーン音楽院に学び、当初はホルン奏者として活躍した。
のち指揮者に転じ、ハンス・フォン・ビューローにかわってリヒャルト・ワーグナーの助手を務める。『ニュルンベルクのマイスタージンガー』初演に合唱指揮者として参加、1876年の第1回バイロイト音楽祭では、バイエルン王ルートヴィヒ2世、ドイツ皇帝ヴィルヘルム1世、ブラジル皇帝ペドロ2世、フランツ・リスト、アントン・ブルックナー、ピョートル・チャイコフスキーら臨席のもと、『ニーベルングの指環』全曲を初演した。
このように、ワーグナーや、ワーグナー作品と深く関わりがあったため、当初ワーグナー派の指揮者と見なされていたが、交響曲第2番、第3番を初演するなど、ヨハネス・ブラームス作品にも造詣が深かった。もっともブラームス自身は、イン・テンポ気味で音楽を運んでいくリヒターの解釈をかなり味気なく感じていたともいわれる。他にアントニン・ドヴォルザーク、アントン・ブルックナー、またイギリスではエドワード・エルガーの擁護者としても有名であった。
視覚障害により1911年引退。1916年、バイロイトにて逝去。

## 逸話
- 1870年12月25日、トリープシェンのワーグナー私邸における『ジークフリート牧歌』の非公開初演にさいし、選抜合奏隊でトランペットとヴィオラの奏者を務めた。
- 指揮者ハンス・クナッパーツブッシュの師の一人であり、同じく指揮者カール・ベームには間接的に音楽家としての示唆を与えている。
- チャイコフスキーの交響曲第6番『悲愴』には、ファゴットパートの一部の音をバスクラリネットに置き換えるという実演上の慣例が存在するが[1][2]、この改変を最初に行ったのはリヒターだとされる[2][3]。

## 主な初演作品
- カール・ゴルトマルク：交響曲第1番「田舎の婚礼」（1876年）
- ワーグナー：『ニーベルングの指輪』（1876年）
- ブラームス：交響曲第2番（1877年）、交響曲第3番（1883年）
- チャイコフスキー：ヴァイオリン協奏曲（独奏：アドルフ・ブロツキー、1881年）
- ブルックナー：交響曲第4番（1881年）、交響曲第8番（1892年）
- エルガー：『エニグマ変奏曲』（1899年）、『ゲロンティアスの夢』（1900年）、交響曲第1番（1908年）